# Ta Khmau
Ta Khmau är en provinshuvudstad och distrikt i Kambodja.   Den ligger i provinsen Kandal, i den södra delen av landet, 10 km söder om huvudstaden Phnom Penh. Ta Khmau ligger 7 meter över havet och antalet invånare är 52 066.
Terrängen runt Ta Khmau är mycket platt. Runt Ta Khmau är det tätbefolkat, med 427 invånare per kvadratkilometer. Närmaste större samhälle är Phnom Penh, 9,5 km norr om Ta Khmau. Trakten runt Ta Khmau består till största delen av jordbruksmark.